# かたつむりサンバ
「かたつむりサンバ」は、おニャン子クラブの8枚目のシングルとして1987年5月21日にキャニオン・レコード（現・ポニーキャニオン）から発売された。

## 解説
メイン・ボーカルは、富川春美、工藤静香、吉見美津子、杉浦美雪。
B面「めしべとおしべ」も『夕やけニャンニャン』（フジテレビ系）内で歌われたが、同番組でB面曲が歌われたのはデビュー曲以来であった。フロント・ボーカルは永田ルリ子、白石麻子、貝瀬典子、我妻佳代。
「かたつむりサンバ」は工藤のソロパートがBメロ丸ごとに及ぶ。2コーラス目で吉見も同様だが、TVでは歌唱時のソロパートが変更されていた。レコード:A（杉メイン）→A'（フロント4人）→B（工ソロ）→サビ（全）→A'（富メイン）→B（吉ソロ）→サビ（全）→A'（フロント4人）  テレビ:A（杉メイン）→A'（富メイン）→B（工ソロ）→サビ（全）→A'（吉メイン）。
1987年6月15日放送の『夕やけニャンニャン』で、解散宣言後に歌われた時はフロントが吉見・杉浦の2名しかおらず、渡辺満里奈が臨時でフロントを担当。工藤のソロパートを歌った。

## チャート成績
オリコン1位のシングルとしては2005年に発売されたDEF.DIVA「好きすぎて バカみたい」の発売迄、売上枚数は約7.2万枚のワースト記録であった。初動週間枚数が41720枚での首位達成は28日後にチャート付された荻野目洋子のシングル「さよならの果実たち」が発売されるまで重ねてワースト記録でもあった。

## 収録曲
全作詞:秋元康　全作曲・編曲:後藤次利
1. かたつむりサンバ
2. めしべとおしべ

## カタログ
- シングルレコード：7A 0718 （発売当時の定価は700円）

## 収録作品
- おニャン子クラブ ベスト (#1)
- おニャン子クラブA面コレクション Vol.5 (#1)
- おニャン子クラブB面コレクション Vol.5 (#2)
- MYこれ!クション おニャン子クラブBEST (#1)
- 「おニャン子クラブ」SINGLESコンプリート
- Myこれ!チョイス 14 「夢カタログ」+シングルコレクション
- おニャン子クラブ大全集 for HiQualityCD 上・下巻 限定CD-BOX